# 上官周
上官周（じょうかん しゅう、1665年 - 1752年）は、清朝・中国の画家。字は文佐、竹荘と号す。

## 事績
福建省長汀県の出身。閩西客家画界の第一人者という。人物画・山水画に優れる。1743年（乾隆8年）に『晩笑堂画伝』を刊行する。これは周代から明代にいたる中国史における著名な人物120名を描き、それぞれに小伝をつけた画集である。日本には江戸時代の初期に伝わり、広く知られる。幕末日本の画家である菊池容斎の『前賢故実』はこの『晩笑堂画伝』の形式にならったといわれる。
清代の評論家・張浦山は上官周の水墨画について「墨あって筆なし、閩習を脱していない。人物を描く工夫を多くしているが超逸しているとは言い難い」と評している。特筆すべきは官周が西洋画の影響を受けていることで、人物画にその洋風が見られる。晩年には官周に影響を受けた画家としては、黄慎が挙げられる。
上官周の作品としては他に《南巡成典図》、《八巡万寿成典図》、《山水秋景図》、詩集として『晩笑堂詩集』がある。